# Воздвиженский, Николай Николаевич
Никола́й Никола́евич Воздви́женский (1915—1989) — военный лётчик, майор Советской Армии, участник Великой Отечественной войны, Герой Советского Союза (1945).

## Биография
Николай Воздвиженский родился 15 (по новому стилю — 28) апреля 1915 года в Екатеринославе (ныне Днепр) в крестьянской семье. После окончания неполной средней школы и школы фабрично-заводского ученичества учился в школе пилотов гражданской авиации.
В 1939 году Воздвиженский был призван на службу в Рабоче-крестьянскую Красную Армию. В 1940 году он поступил на учёбу в Чкаловскую военную авиационную школу, после её окончания остался в ней инструктором.
С 1942 года — на фронтах Великой Отечественной войны. Принимал участие в боях на Западном и 2-м Белорусском фронтах. Участвовал в освобождении Орловской и Смоленской областей, Белорусской ССР, Польши, Восточной Пруссии, Германии.
К началу 1945 года старший лейтенант Николай Воздвиженский был заместителем командира эскадрильи 62-го штурмового авиаполка 233-й штурмовой авиадивизии 4-й воздушной армии 2-го Белорусского фронта. За это время он совершил 110 боевых вылетов на самолёте «Ил-2», производил штурмовку вражеской боевой техники и живой силы, нанеся значительный урон.
Указом Президиума Верховного Совета СССР от 23 февраля 1945 года за «образцовое выполнение заданий командования и проявленные при этом мужество и героизм» старший лейтенант Николай Воздвиженский был удостоен звания Героя Советского Союза с вручением ордена Ленина и медали «Золотая Звезда» за номером 5965.
После окончания войны Воздвиженский продолжил службу в Советской Армии. В 1950 году он окончил Высшие офицерские лётно-тактические курсы. В 1956 году в звании майора он был уволен в запас.
Проживал во Львове, работал на заводе.
Скончался 9 ноября 1989 года, похоронен на Лычаковском кладбище Львова.

## Награды
- Звание Герой Советского Союза.Указ Президиума Верховного Совета СССР от 23 февраля 1945 года:
  - Орден Ленина,
  - Медаль «Золотая Звезда» № 5965.
- Орден Красного Знамени. Приказ Военного совета 1 воздушной армии № 036/н от 29 июля 1943 года.
- Орден Красного Знамени. Приказ Военного совета 1 воздушной армии № 05/н от 21 февраля 1944 года.
- Орден Красного Знамени. Приказ Военного совета 4 воздушной армии № 041/н от 2 сентября 1944 года.
- Орден Александра Невского. Приказ Военного совета 4 воздушной армии № 14/н от 22 февраля 1945 года.
- Орден Отечественной войны I степени. Приказ Военного совета 4 воздушной армии № 032/н от 12 июля 1944 года.
- Орден Отечественной войны I степени. Указ Президиума Верховного Совета СССР от 11 марта 1985 года.
- Орден Красной Звезды. Приказ Военного совета 1 воздушной армии № 36/н от 29 июля 1943 года.
- Орден Красной Звезды.
- Медаль «За победу над Германией в Великой Отечественной войне 1941—1945 гг.». Указ Президиума Верховного Совета СССР от 9 мая 1945 года.
- Медали СССР.
- Орден военный Виртути Милитари V класса ( Республика Польша).[1].